# Emanuela
Emanuela je žensko osebno ime.

## Izvor imena
Ime Emanuela je ženska oblika moškega osebnega imena Emanuel.

## Različice imena
Mana, Manuela, Manuella

## Pogostost imena
Po podatkih Statističnega urada Republike Slovenije je bilo na dan 31. decembra 2007 v Sloveniji število ženskih oseb z imenom Emanuela: 135.

## Osebni praznik
Osebe z imenom Emanuela lahko godujejo takrat kot osebe z imenom Emanuel.

## Zanimivost
Po imenu Manuela je v španščini nastal izraz manuela, ki je v Madridu pomenil »odprta kočija, izvošček«.